# Antitrinitarier
Antitrinitarier oder Nichttrinitarier (gr. αντί anti ‚gegen‘ und lat. trinitas ‚Trinität, Dreieinigkeit, Dreifaltigkeit‘) sind Christen, die nach ihrem Gottesverständnis das Dogma der Trinität Gottes, das auf dem Konzil von Nicäa (325) verabschiedet wurde, nicht anerkennen oder als Irrlehre zurückweisen.
Es lassen sich mehrere Formen des Antitrinitarismus unterscheiden, wie der Modalismus, der den Vater und Jesus Christus miteinander identifiziert, oder der Adoptionismus, dem zufolge Jesus und Gott nicht wesensgleich sind. Letztere Position kann den Arianern und in der Neuzeit den Unitariern zugeschrieben werden. Beide Ansichten sind aus trinitarischer Perspektive Irrlehren. Auch der Islam kann als antitrinitarische Lehre bezeichnet werden; im Koran wird die Idee der Dreifaltigkeit ausdrücklich verworfen. Auch  manche messianische Juden lehnen die Trinität ab. Anders gewendet, ist es vor allem die Trinitätslehre, die es Juden verunmöglicht, Jesus als Messias anzuerkennen.

## Theologische Argumente
Viele Argumente gegen die Trinität wurden bereits im 4. Jahrhundert von den Arianern vorgebracht, sie sind jedoch hauptsächlich als Zitate in den Texten ihrer Gegner erhalten. Arius (260–330), nach dem diese theologische Schule benannt ist, sah den Sohn als von Gott geschaffen an. Dabei argumentierte er mehr philosophisch als biblisch, indem er darauf verwies, dass die Trinität dem aristotelischen Syllogismus widersprach und daher unlogisch sei. Er wollte darum in erster Linie an der Einheit und Einzigkeit Gottes festhalten. In der Bibel berief er sich vor allem auf das Buch der Sprichwörter 8,22:

„2 […] am Zugang zu den Häusern ruft sie [die Weisheit] laut: 4 […] meine Stimme ergeht an alle Menschen: 5 […] werdet klug, […] nehmt Vernunft an! […] 12 Ich, die Weisheit, […] entdecke Erkenntnis und guten Rat. […] 14 […] ich bin die Einsicht, bei mir ist Macht. […] 16 durch mich versehen die Herrscher ihr Amt […] 18 Reichtum und Ehre sind bei mir, angesehener Besitz und Glück; 19 meine Frucht ist besser als Gold und Feingold […] 22 Der Herr hat mich geschaffen im Anfang seiner Wege, vor seinen Werken in der Urzeit; 23 in frühester Zeit wurde ich gebildet, am Anfang, beim Ursprung der Erde. 24 Als die Urmeere noch nicht waren, wurde ich geboren, als es die Quellen noch nicht gab, die wasserreichen. 25 Ehe die Berge eingesenkt wurden, vor den Hügeln wurde ich geboren. 26 Noch hatte er die Erde nicht gemacht und die Fluren und alle Schollen des Festlands.“

Die personifizierte Weisheit sagt an dieser Stelle über sich selbst, sie sei von Gott noch vor den Werken der Urzeit geboren worden. Arius deutete die Weisheit als alttestamentlichen Ausdruck Jesu Christi.
- Nichttrinitarier führen Bibelstellen an, die belegen sollen, dass Gott, der Vater, seinem Sohn Jesus übergeordnet sei, ein Gott und Vater aller, der da ist über allen und durch alle und in allen. Irenäus (~135–200) schreibt zu Eph 4,6 EU: „So ergibt sich ein Gott Vater, der über alles und durch alles und in allem ist. Über allen nämlich ist der Vater, und er selbst ist das Haupt Christi.“[3] Nichttrinitarier glauben, dass Gott der Vater größer als Jesus Christus ist. Schon aufgrund des Ausspruchs Jesu: Der Vater ist größer als ich. (Joh 14,28 EU) sei eine Gleichrangigkeit zwischen dem Vater und seinem Sohn unmöglich. Irenäus schreibt zu Joh 14,28: „… dass wir von ihm (Christus) lernen, dass der Vater der Allerhöchste ist. ‚Der Vater ist nämlich größer als ich‘. Deswegen also hat unser Herr gelehrt, dass auch hinsichtlich seiner Erkenntnis der Vater allen überlegen ist.“[4] Gott – der Vater – hat seinen Sohn gesandt, der Sohn aber sendet niemals seinen Vater. Das sei ein klares Zeichen von Unterordnung. Mehrfach bezeugt Jesus, dass der Vater ihn gesandt habe (Joh 5,26 EU, Joh 17,3 EU, Joh 17,18 EU).
- Gott ist unwandelbar, er ist Geist (Joh 4,24 EU). Justin der Märtyrer (133–ca. 163) hielt damals Jesus nicht etwa für „wesensgleich“, sondern erkannte ihm nur die zweite Stelle nach dem unwandelbaren und ewigen Gott, dem Weltschöpfer zu. Sein Sohn, der allein im eigentlichen Sinne sein Sohn heißt, der Logos, der vor aller Schöpfung mit ihm war, ist gezeugt worden, als er im Anfang alles durch ihn erschuf und ordnete; er wird Christus genannt, weil er gesalbt wurde und weil Gott durch ihn alles ordnete.[5]
- Jesus ist Gottes Wort, welches auch Logos genannt wird (Joh 1), und der Mittler zwischen Gott und den Menschen: Denn es ist „ein“ Gott und „ein“ Mittler zwischen Gott und den Menschen, nämlich der Mensch Christus Jesus (1. Tim 2,5 EU). Der Mittler ist mit dem Vater eins, aber nicht einer (Joh 10,30 EU). Novatian (ca. 200–258) sagte zu Joh 10,30: „Er sagt ferner ‚eins‘, und die Häretiker sollen bedenken, dass er nicht ‚einer‘ sagt. Als Neutrum bezeichnet ‚eins‘ nämlich die Harmonie in einer Gemeinschaft und nicht die Einzigartigkeit der Person … die Aussage ‚eins‘ jedoch sollte auf den Einklang untereinander und die Übereinstimmung im Denken und die Verbundenheit in der Liebe gehen. Deshalb bilden wirklich Vater und Sohn eine Einheit durch ihre Einmütigkeit und Liebe.“[6]
- Auch bei dem Apostel Paulus fehle eine Gleichsetzung von „Vater“ und „Sohn“. So schreibt er: „Sobald ihm aber alles unterworfen ist, dann wird auch der Sohn selbst sich dem unterwerfen, der ihm alles unterworfen hat, damit Gott sei alles in allen“. Paulus spricht vom „Gott und Vater unseres Herrn Jesus Christus“ und nennt Gott „das Haupt Christi“ in demselben Sinne wie Christus das Haupt des Mannes ist. Bezeichnend sei auch, dass Paulus fast durchgängig das Gottesprädikat dem Vater allein vorbehält. So sagt zum Beispiel 1 Kor 8,6 aus: Obwohl es viele Götter und viele Herren gibt, so haben doch wir (die Christen) nur einen Gott, nämlich den Vater. Clemens von Alexandria (ca. 150–215) schrieb Joh 17,3 so aus: „Man muss … die größte und wichtigste der zum ewigen Leben führenden Lehren der Seele einprägen, die in der Erkenntnis besteht, dass der ewige Gott der Geber ewiger Güter und der erste und höchste und der eine und gute Gott ist. Daher ermahnt der Herr den, der nach dem wahren Leben strebt, zuerst den kennen zu lernen, den niemand erkennt als der Sohn und wem es der Sohn offenbart‘ (Mt 11,27 EU), sodann als zweites nach Gott die Größe des Heilandes … zu erfassen“.[7]

Heute gründen sich nichttrinitarische Positionen vielfach darauf, dass die Bibel an keiner Stelle des Alten oder Neuen Testaments einen dreieinigen Gott erwähnt:
- Die Bibel selbst enthält keine Trinitätslehre; diese wurde erst später herausgebildet.[8]
- Die Trinitätslehre könne auch nicht aus biblischen Texten hergeleitet werden, denn in der Bibel gebe es „noch nicht einmal Spuren für eine Trinitätslehre“.[9]
- Nach Auffassung von Nichttrinitariern enthält weder die Predigt Jesu noch das ihm nahestehende palästinensische Christentum irgendwelche Anknüpfungspunkte für eine Trinitätslehre.[10]
- Karl Barth schreibt: „Es fehlt in der Bibel die ausdrückliche Feststellung, dass der Vater, der Sohn und der Heilige Geist gleichen Wesens sind.“[11]
- Unabhängig von ihrer biblischen Nichterwähnung halten Nichttrinitarier die Trinitätslehre für unlogisch. Karl-Heinz Ohlig schreibt: „Der biblische monotheistische Glaube erscheint im Lichte der Trinitätslehre mindestens widersprüchlich oder gar in Frage gestellt: Gott und zwei gottähnliche Wesen? Ein verkappter Tritheismus, Dreigötterglaube!? Die christlich-theologischen Deutungen von ‚Trinität‘ erscheinen eigentlich immer sehr kompliziert und unverständlich. Auch das Bild des Wassers in drei Formen hilft wenig und bietet einem (oft christlich-theologisch so gewollten) mysterienhaften Geheimnischarakter der Trinitätslehre freien Raum.“[12]

## Geschichte

### Antike
Bereits in der Antike war die Trinität Gegenstand zahlreicher inner-kirchlicher Debatten. Insbesondere die Vertreter des Arianismus lehnten die Trinitätslehre ab. Der Arianismus starb jedoch im 8. Jahrhundert aus.

### Neuzeit
Erst vor dem Hintergrund des Humanismus und der Reformation entstanden abermals antitrinitarische Gemeinschaften. Herausragender Repräsentant der Antitrinitarier war Michael Servetus, der 1553 anlässlich einer Reise in Genf festgenommen wurde. Wegen seiner Verwerfung der Trinitätslehre in seinem Buch „De trinitatis erroribus“ von katholischen und evangelischen Theologen als Häretiker angeklagt, wurde er in Genf auf Betreiben des Stadtrates lebendig verbrannt. Auch in der reformatorischen Täuferbewegung gab es antitrinitarische Tendenzen. Als Beispiel sei der mennonitische Prediger Adam Pastor genannt. Die große Mehrheit der Täufer war jedoch trinitarisch. In Italien wurden Antitrinitarier ebenso wie Protestanten von der Inquisition verfolgt. Die Verfolgten wichen oft nach Osteuropa aus, wie der Arzt Giorgio Biandrata († 1585) nach Siebenbürgen, wo er später trotz Sozzinis Vermittlungsversuchen den radikalen Antitrinitarier Franz Davidis wegen Ketzerei anklagte. Einflussreich war auch Fausto Sozzini († 1604), der die Bewegung der Sozinianer schuf. In Polen-Litauen entstanden ab 1548 antitrinitarische Gemeinden, die ab 1565 auch über eine eigene Kirchenstruktur verfügten. Die polnischen Antitrinitarier wurden als Polnische Brüder bezeichnet. Eine große Rolle bei der Herausbildung der polnischen Unitarier bildeten unter anderem Matteo Gribaldi und Petrus Gonesius. Auch in Ungarn und Siebenbürgen etablierte sich im 16. Jahrhundert eine antitrinitarische Kirche. Die Unitarische Kirche Siebenbürgen besteht bis heute.
Die polnischen Sozianer wurden jedoch im Verlauf der Gegenreformation vertrieben, und viele wanderten über die Niederlande und England nach Nordamerika aus, was mit zum Aufbau unitarischer Kirchen in Großbritannien (General Assembly of Unitarian and Free Christian Churches) und in Nordamerika (American Unitarian Association) geführt hat. Unter Einfluss des Transzendentalismus und nach dem Zusammenschluss mit der Universalistischen Kirche entstanden die heutigen Unitarier-Universalisten. Eine Rolle mag auch der in der Aufklärung aufkommende Deismus in England gespielt haben, so wie auch eine liberale Reaktion auf das Great Awakening in den USA. Einige der frühen Staatsmänner und Präsidenten der USA waren bekennende Unitarier. Auch Isaac Newton war Unitarier und Antitrinitarier, was zeitweise sogar seine Stellung in Cambridge gefährdete, da es ihm unmöglich war, die für seine Stellung eigentlich vorgeschriebenen Weihen zu nehmen. Er betrieb ausgedehnte theologische Studien, veröffentlichte darüber jedoch nicht und hielt seine Einstellung geheim.
Auch in neuerer Zeit betrachten viele Kritiker die Trinitätslehre als ein altes heidnisches Konzept (s. u.), das nach langem Streit und ohne biblische Grundlage Eingang in die christliche Dogmatik gefunden habe. Dies führte u. a. Alexander Hislop in seinem Buch The Two Babylons (1858) aus. Karl-Heinz Ohlig, Adolph Ernst Knoch u. a. sehen die biblische Basis als nicht vorhanden bzw. als zu schwach an, um aus der Trinitätslehre ein verbindliches Dogma machen zu können. Sie meinen, dass durch das Dogma der Trinität unnötige Unklarheiten und Missverständnisse geschaffen worden seien: Dadurch werde die einfache Botschaft vom allmächtigen Gott und von seinem einziggeborenen Sohn verschleiert.

## Nichttrinitarische Glaubensgemeinschaften
- Arianismus (historische Bewegung)
- Christadelphian
- Christliche Wissenschaft
- Duchoborzen
- Ebioniten (historische Gruppe)
- Ernste Bibelforscher
- Freie Bibelforscher
- Geistchristliche Kirche
- Gemeinde Gottes des siebenten Tages
- Iglesia ni Cristo
- Kirche Christi mit der Elias-Botschaft
- Kirche Jesu Christi der Heiligen der Letzten Tage (Mormonen); dies gilt aber nicht für die zweitgrößte mormonische Kirche, die Gemeinschaft Christi.[16]
- Kirchengemeinde Gottes (koreanisch, 1964 gegründet)
- Laien-Heim-Missionsbewegung
- Liberales Quäkertum (nicht geschlossen, aber in Teilen der Gemeinschaft)
- Messianische Juden (einige Glaubensgemeinschaften)
- Molokanen
- Oneness Pentecostals
- Sozinianer (historische Gruppe)
- The Way International
- Unitarier
- Universelles Leben
- Vereinigungskirche
- Vereinte Kirche Gottes
- Zeugen Jehovas

Im deutschsprachigen Raum gibt es auch einzelne Gemeinden und Gruppen, die nichttrinitarische Lehren vertreten:
- Modern Gospel Center
- Freunde konkordanter Wortverkündigung, e. V.
- Unitarische Kirche in Berlin

## Namhafte Trinitätsgegner
Todesjahr hinter dem Namen
- Theodotos, spätes 2. Jh.
- Praxeas, Anfang 3. Jh.
- Sabellius, Anfang 3. Jh.
- Noët von Smyrna
- Paul von Samosata, 269
- Arius, 336
- Constantius II., 361
- Felix II., 365
- Aëtios von Antiochia, 367
- Eusebius von Nikomedia, 341
- Georg von Kappadozien, 361
- Eudoxius von Antiochia, 370
- Wulfila, 383
- Ludwig Hätzer, 1529
- Michael Servetus, 1553
- Franz Davidis, 1579
- Giorgio Biandrata, 1590
- Giordano Bruno, 1600
- Fausto Sozzini, 1604
- John Biddle, 1662
- John Locke, 1704[17]
- Isaac Newton, 1727[18]
- William Whiston, 1752
- Jonathan Mayhew, 1766
- Joseph Priestley, 1804
- William Ellery Channing, 1842
- Joseph Smith, 1844
- Ralph Waldo Emerson, 1882[19]
- Robert Roberts, 1884
- James Martineau, 1900
- Charles Taze Russell, 1916
- Neville Chamberlain, 1940
- Paul S. L. Johnson, 1950
- William Branham, 1965[20]
- Adolph Ernst Knoch, 1965
- Herbert W. Armstrong, 1986